# Jak punk to punk
Jak punk to punk – album kompilacyjny wydany w 1986 roku, nakładem wydawnictwa Tonpress. Nagrania zespołów: Armia, Dezerter, Rejestracja, TZN Xenna i Siekiera zrealizowano w studiu KAW Tonpress w 1986.

## Lista wykonawców i utworów
| Nr  | Tytuł utworu                                | muzyka        | słowa        | Długość |
| --- | ------------------------------------------- | ------------- | ------------ | ------- |
| 1.  | „Na ulice” (Armia)                          | T. Budzyński  | T. Budzyński |         |
| 2.  | „Jestem drzewo, jestem ptak” (Armia)        | T. Budzyński  | T. Budzyński |         |
| 3.  | „Jeżeli…” (Armia)                           | T. Budzyński  | T. Budzyński |         |
| 4.  | „Nas nie ma” (Dezerter)                     | K. Grabowski  | R. Matera    |         |
| 5.  | „Uległość” (Dezerter)                       | P. Piotrowski | D. Hajn      |         |
| 6.  | „Numer 1125” (Rejestracja)                  | T. Murawski   | T. Siatka    |         |
| 7.  | „Wszystko można otoczyć mgłą” (Rejestracja) | T. Murawski   | T. Siatka    |         |
| 8.  | „Gazety mówią” (TZN Xenna)                  | M. Kucharski  | K. Chojnacki |         |
| 9.  | „Co za świat?” (TZN Xenna)                  | M. Kucharski  | K. Chojnacki |         |
| 10. | „Ja stoję, ja tańczę, ja walczę” (Siekiera) | T. Adamski    | T. Adamski   |         |
| 11. | „Ludzie wschodu” (Siekiera)                 | T. Adamski    | T. Adamski   |         |
| 12. | „Wet za wet” (Abaddon)                      | Abaddon       | Abaddon      |         |
| 13. | „Kto?” (Abaddon)                            | Abaddon       | Abaddon      |         |
| 14. | „Stroszek” (Processs)                       | Processs      | Processs     |         |

## Realizacja
- Włodzimierz Kowalczyk – realizacja nagrania (1–11)
- Tadeusz Czechak – realizacja nagrania (1–11)